# Jever
Jever è una città di 14 550 abitanti, della Bassa Sassonia, in Germania.

È il capoluogo del circondario (Landkreis) della Frisia (targa FRI) e produttrice di un'ottima birra pils che prende il nome della città.

## Monumenti e luoghi d'interesse
- Castello di Jever (Schloss Jever)[2][3][4][5]

## Amministrazione

### Gemellaggi
Jever è gemellata con:
- Zerbst/Anhalt, dal 1990
- Cullera, dal 2004